# 馬德拉基斯坦奴·朗拿度國際機場
馬德拉基斯坦奴·朗拿度機場（葡萄牙語：Aeroporto da Madeira Cristiano Ronaldo）又稱C羅機場，慣稱為馬德拉機場，原名為聖卡塔琳娜機場，後來於2016年改以在馬德拉出生的葡萄牙職業足球運動員基斯坦奴·朗拿度命名，並且被非正式的稱為豐沙爾機場，是一座位於葡萄牙馬德拉聖克魯斯聖卡塔琳娜堂區的國際機場。

## 特色
這機場著名之處在於機場跑道建於山坡上，長度十分短，而且在2000年加長後有一段屬於架空，以柱子支撐，加上側風強勁，陣風可高達時速78公里，導致飛機降落難度甚高，更曾有飛機被吹出降落跑道因而墜海的意外事件，因此有着「歐洲的啟德機場」（儘管馬德拉地理上位於非洲）和「全球最危險機場之一」的稱號 。

## 外部連結
维基共享资源上的相關多媒體資源：馬德拉基斯坦奴·朗拿度國際機場
- 官方网站